# Liste des mammifères en Nouvelle-Calédonie
Pour des articles plus généraux, voir Liste des mammifères en France, Liste des mammifères en Océanie et Faune en Nouvelle-Calédonie.

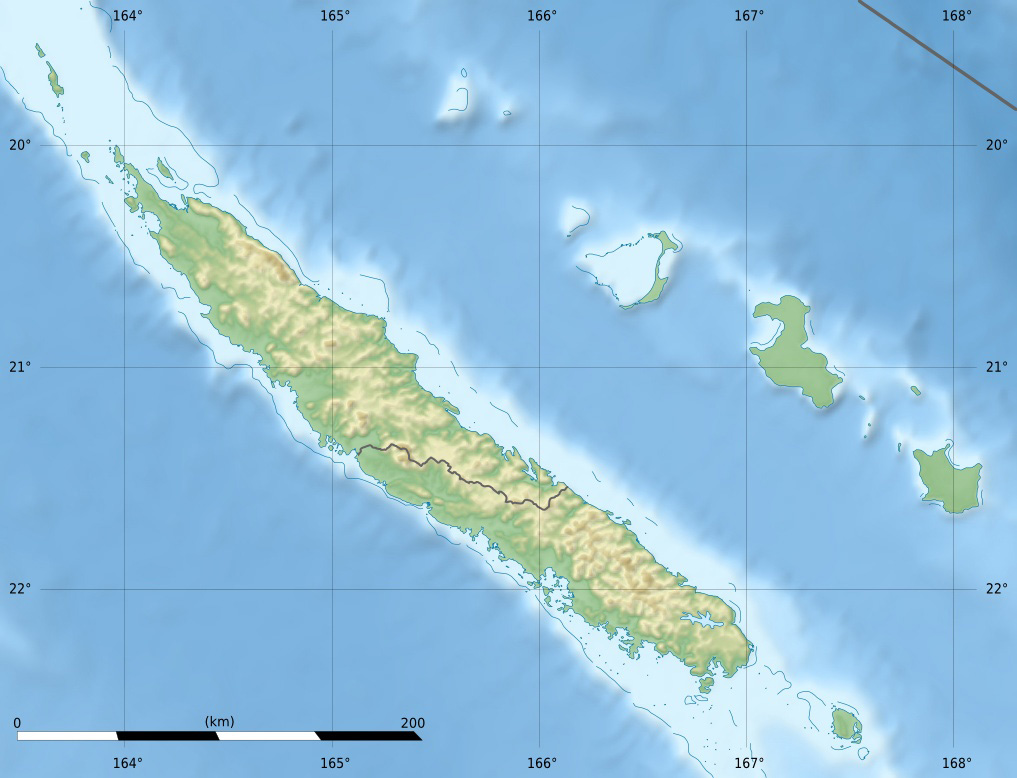
Carte topographique de la Nouvelle-Calédonie.

Localisation de la Nouvelle-Calédonie en Océanie.

Cette liste commentée recense la mammalofaune en Nouvelle-Calédonie. Elle répertorie les espèces de mammifères néocalédoniens actuels et celles qui ont été récemment classifiées comme éteintes (à partir de l'Holocène, depuis donc 11 700 ans av. J.‑C.). Cette liste comporte 52 espèces réparties en huit ordres et 18 familles, dont une est « en danger critique d'extinction », cinq sont « en danger », sept sont « vulnérables », une est « quasi menacée » et quinze ont des « données insuffisantes » pour être classées (selon les critères de la liste rouge de l'UICN au niveau mondial).
Elle contient au moins onze espèces introduites sur ce territoire, qui sont plus ou moins bien acclimatées. Il peut contenir aussi des animaux non reconnus par la liste rouge de l'UICN (un mammifère ici) et ils sont classés en « non évalué » : cela étant dû notamment au manque de données, à des espèces domestiques, disparues ou éteintes avant le XVIe siècle. Il existe en Nouvelle-Calédonie six espèces de mammifères endémiques, qui sont uniquement des chauves-souris. Par contre, il n'y a pas de sous-espèce endémique.

## Statuts de la liste rouge de l'UICN
Les statuts de conservation utilisés par la liste rouge de l'UICN mondiale sont :
| (EX) | Éteint                  | Il n'y a pas le moindre doute sur le fait que le dernier spécimen recensé est mort.                                                                   |
| (EW) | Éteint à l'état sauvage | L'espèce est connue uniquement en captivité ou en tant que population naturalisée bien en dehors de son ancienne aire de répartition.                 |
| (CR) | En danger critique      | L'espèce risque prochainement de s'éteindre à l'état sauvage.                                                                                         |
| (EN) | En danger               | L'espèce fait face à un très gros risque d'extinction à l'état sauvage.                                                                               |
| (VU) | Vulnérable              | L'espèce fait face à un gros risque d'extinction à l'état sauvage.                                                                                    |
| (NT) | Quasi menacé            | L'espèce ne satisfait pas un ou plusieurs des critères prévus qui permettraient de la catégoriser, mais pourrait risquer de s'éteindre dans le futur. |
| (LC) | Préoccupation mineure   | Il n'y a pas de risque identifiable pour l'espèce. |
| (DD) | Données insuffisantes   | Il n'y a pas d'information adéquate qui permettraient de faire une évaluation des risques pour cette espèce.                                          |
| (NE) | Non évalué              | L'espèce n'a pas encore été confrontée aux critères précédents, n'est pas reconnue par l'UICN ou bien s'est éteinte avant le XVIe siècle.             |

## Ordre:Siréniens

### Famille:Dugongidés
| Nom vulgaire, nom binominal et citation d'auteurs | Origine et statut en Nouvelle-Calédonie | Aire de répartition           | Statut UICN mondial | Image  |
| ------------------------------------------------- | --------------------------------------- | ----------------------------- | ------------------- | ------ |
| Dugong Dugong dugon (Müller, 1776)                | Autochtone,                             | Aire de répartition du Dugong | [ 2 ]               | Dugong |

## Ordre:Primates

### Famille:Hominidés
| Nom vulgaire, nom binominal et citation d'auteurs | Origine et statut en Nouvelle-Calédonie | Aire de répartition                    | Statut UICN mondial | Image         |
| ------------------------------------------------- | --------------------------------------- | -------------------------------------- | ------------------- | ------------- |
| Homme moderne Homo sapiens Linnaeus, 1758         | Allochtone,                             | Aire de répartition de l'Homme moderne | [ 4 ]               | Homme moderne |

## Ordre:Lagomorphes

### Famille:Léporidés
| Nom vulgaire, nom binominal et citation d'auteurs       | Origine et statut en Nouvelle-Calédonie | Aire de répartition                     | Statut UICN mondial | Image            |
| ------------------------------------------------------- | --------------------------------------- | --------------------------------------- | ------------------- | ---------------- |
| Lapin de garenne Oryctolagus cuniculus (Linnaeus, 1758) | Allochtone (Introduit),                 | Aire de répartition du Lapin de garenne | [ 6 ]               | Lapin de garenne |

## Ordre:Rodentiens

### Famille:Muridés
| Nom vulgaire, nom binominal et citation d'auteurs | Origine et statut en Nouvelle-Calédonie | Aire de répartition                    | Statut UICN mondial | Image          |
| ------------------------------------------------- | --------------------------------------- | -------------------------------------- | ------------------- | -------------- |
| Souris grise Mus musculus Linnaeus, 1758          | Allochtone (Introduit)                  | Aire de répartition de la Souris grise | [ 7 ]               | Souris grise   |
| Rat polynésien Rattus exulans (Peale, 1848)       | Allochtone (Introduit)                  | Aire de répartition du Rat polynésien  | [ 8 ]               | Rat polynésien |
| Rat surmulot Rattus norvegicus (Berkenhout, 1769) | Allochtone (Introduit)                  | Aire de répartition du Rat surmulot    | [ 9 ]               | Rat surmulot   |
| Rat noir Rattus rattus (Linnaeus, 1758)           | Allochtone (Introduit)                  | Aire de répartition du Rat noir        | [ 10 ]              | Rat noir       |

## Ordre:Chiroptères

### Famille:Ptéropodidés
| Nom vulgaire, nom binominal et citation d'auteurs             | Origine et statut en Nouvelle-Calédonie | Aire de répartition                              | Statut UICN mondial | Image                  |
| ------------------------------------------------------------- | --------------------------------------- | ------------------------------------------------ | ------------------- | ---------------------- |
| Roussette à queue Notopteris neocaledonica Trouessart, 1908   | Autochtone (Endémique),                 | Aire de répartition de la Roussette à queue      | [ 11 ]              | Illustration manquante |
| Roussette rousse Pteropus ornatus Gray, 1870                  | Autochtone (Endémique)                  | Aire de répartition de la Roussette rousse       | [ 12 ]              | Illustration manquante |
| Roussette du Pacifique Pteropus tonganus Quoy & Gaimard, 1830 | Autochtone                              | Aire de répartition de la Roussette du Pacifique | [ 13 ]              | Roussette du Pacifique |
| Roussette des roches Pteropus vetulus Jouan, 1863             | Autochtone (Endémique)                  | Aire de répartition de la Roussette des roches   | [ 14 ]              | Illustration manquante |

### Famille:Minioptéridés
| Nom vulgaire, nom binominal et citation d'auteurs                 | Origine et statut en Nouvelle-Calédonie | Aire de répartition    | Statut UICN mondial | Image                   |
| ----------------------------------------------------------------- | --------------------------------------- | ---------------------- | ------------------- | ----------------------- |
| Minioptère australasien Miniopterus australis Tomes, 1858         | Autochtone                              | Illustration manquante | [ 15 ]              | Minioptère australasien |
| Minioptère de Mélanésie Miniopterus macrocneme Revilliod, 1914    | Autochtone                              | Illustration manquante | [ 16 ]              | Illustration manquante  |
| Minioptère des îles Loyauté Miniopterus robustior Revilliod, 1914 | Autochtone (Endémique)                  | Illustration manquante | [ 17 ]              | Illustration manquante  |

### Famille:Vespertilionidés
| Nom vulgaire, nom binominal et citation d'auteurs                      | Origine et statut en Nouvelle-Calédonie | Aire de répartition    | Statut UICN mondial | Image                  |
| ---------------------------------------------------------------------- | --------------------------------------- | ---------------------- | ------------------- | ---------------------- |
| Nyctophile nébuleux Nyctophilus nebulosus Parnaby, 2002                | Autochtone (Endémique)                  | Illustration manquante | [ 18 ]              | Illustration manquante |
| Chalinolobe néo-calédonien Chalinolobus neocaledonicus Revilliod, 1914 | Autochtone (Endémique)                  | Illustration manquante | [ 19 ]              | Illustration manquante |

## Ordre:Cétacés

### Famille:Balænoptéridés
| Nom vulgaire, nom binominal et citation d'auteurs                   | Origine et statut en Nouvelle-Calédonie | Aire de répartition                              | Statut UICN mondial | Image                     |
| ------------------------------------------------------------------- | --------------------------------------- | ------------------------------------------------ | ------------------- | ------------------------- |
| Baleine de Minke Balaenoptera acutorostrata Lacépède, 1804          | Autochtone                              | Aire de répartition de la Baleine de Minke       | [ 20 ]              | Baleine de Minke          |
| Petit Rorqual antarctique Balaenoptera bonaerensis Burmeister, 1867 | Erratique,                              | Aire de répartition du Petit Rorqual antarctique | [ 22 ]              | Petit Rorqual antarctique |
| Rorqual boréal Balaenoptera borealis Lesson, 1828                   | Erratique                               | Aire de répartition du Rorqual boréal            | [ 23 ]              | Rorqual boréal            |
| Rorqual de Bryde Balaenoptera edeni Anderson, 1879                  | Erratique                               | Aire de répartition du Rorqual de Bryde          | [ 24 ]              | Rorqual de Bryde          |
| Baleine bleue Balaenoptera musculus (Linnaeus, 1758)                | Erratique                               | Aire de répartition de la Baleine bleue          | [ 25 ]              | Baleine bleue             |
| Rorqual d'Omura Balaenoptera omurai Wada, Oishi, & Yamada, 2003     | Autochtone                              | Aire de répartition du Rorqual d'Omura           | [ 27 ]              | Rorqual d'Omura           |
| Rorqual commun Balaenoptera physalus (Linnaeus, 1758)               | Peut-être autochtone,                   | Aire de répartition du Rorqual commun            | [ 28 ]              | Rorqual commun            |
| Baleine à bosse Megaptera novaeangliae (Borowski, 1781)             | Autochtone                              | Aire de répartition de la Baleine à bosse        | [ 29 ]              | Baleine à bosse           |

### Famille:Delphinidés
| Nom vulgaire, nom binominal et citation d'auteurs                  | Origine et statut en Nouvelle-Calédonie | Aire de répartition                                    | Statut UICN mondial | Image                           |
| ------------------------------------------------------------------ | --------------------------------------- | ------------------------------------------------------ | ------------------- | ------------------------------- |
| Dauphin commun Delphinus delphis Linnaeus, 1758                    | Erratique                               | Aire de répartition du Dauphin commun                  | [ 30 ]              | Dauphin commun                  |
| Orque pygmée Feresa attenuata Gray, 1874                           | Autochtone                              | Aire de répartition de l'Orque pygmée                  | [ 31 ]              | Orque pygmée                    |
| Globicéphale tropical Globicephala macrorhynchus Gray, 1846        | Autochtone                              | Aire de répartition du Globicéphale tropical           | [ 32 ]              | Globicéphale tropical           |
| Dauphin de Risso Grampus griseus (G. Cuvier, 1812)                 | Autochtone                              | Aire de répartition du Dauphin de Risso                | [ 33 ]              | Dauphin de Risso                |
| Dauphin de Fraser Lagenodelphis hosei Fraser, 1956                 | Autochtone                              | Aire de répartition du Dauphin de Fraser               | [ 35 ]              | Dauphin de Fraser               |
| Orque Orcinus orca (Linnaeus, 1758)                                | Erratique                               | Aire de répartition de l'Orque                         | [ 37 ]              | Orque                           |
| Péponocéphale Peponocephala electra (Gray, 1846)                   | Erratique                               | Aire de répartition du Péponocéphale                   | [ 38 ]              | Péponocéphale                   |
| Fausse Orque Pseudorca crassidens (Owen, 1846)                     | Erratique                               | Aire de répartition de la Fausse Orque                 | [ 39 ]              | Fausse Orque                    |
| Dauphin tâcheté pantropical Stenella attenuata (Gray, 1846)        | Erratique                               | Aire de répartition du Dauphin tâcheté pantropical     | [ 40 ]              | Dauphin tâcheté pantropical     |
| Dauphin bleu et blanc Stenella coeruleoalba (Meyen, 1833)          | Peut-être autochtone                    | Aire de répartition du Dauphin bleu et blanc           | [ 41 ]              | Dauphin bleu et blanc           |
| Dauphin à long bec Stenella longirostris (Gray, 1828)              | Autochtone                              | Aire de répartition du Dauphin à long bec              | [ 42 ]              | Dauphin à long bec              |
| Sténo Steno bredanensis (G. Cuvier in Lesson, 1828)                | Erratique                               | Aire de répartition du Sténo                           | [ 44 ]              | Sténo                           |
| Grand Dauphin de l'océan Indien Tursiops aduncus (Ehrenberg, 1833) | Autochtone                              | Aire de répartition du Grand Dauphin de l'océan Indien | [ 45 ]              | Grand Dauphin de l'océan Indien |
| Grand Dauphin commun Tursiops truncatus (Montagu, 1821)            | Autochtone,                             | Aire de répartition du Grand Dauphin commun            | [ 47 ]              | Grand Dauphin commun            |

### Famille:Kogiidés
| Nom vulgaire, nom binominal et citation d'auteurs  | Origine et statut en Nouvelle-Calédonie | Aire de répartition                    | Statut UICN mondial | Image           |
| -------------------------------------------------- | --------------------------------------- | -------------------------------------- | ------------------- | --------------- |
| Cachalot pygmée Kogia breviceps (Blainville, 1838) | Autochtone,                             | Aire de répartition du Cachalot pygmée | [ 48 ]              | Cachalot pygmée |
| Cachalot nain Kogia sima (Owen, 1866)              | Autochtone,                             | Aire de répartition du Cachalot nain   | [ 49 ]              | Cachalot nain   |

### Famille:Physétéridés
| Nom vulgaire, nom binominal et citation d'auteurs    | Origine et statut en Nouvelle-Calédonie | Aire de répartition                   | Statut UICN mondial | Image          |
| ---------------------------------------------------- | --------------------------------------- | ------------------------------------- | ------------------- | -------------- |
| Grand Cachalot Physeter macrocephalus Linnaeus, 1758 | Autochtone,                             | Aire de répartition du Grand Cachalot | [ 50 ]              | Grand Cachalot |

### Famille:Ziphiidés
| Nom vulgaire, nom binominal et citation d'auteurs                      | Origine et statut en Nouvelle-Calédonie | Aire de répartition                               | Statut UICN mondial | Image                    |
| ---------------------------------------------------------------------- | --------------------------------------- | ------------------------------------------------- | ------------------- | ------------------------ |
| Mésoplodon de Longman Indopacetus pacificus (Longman, 1926)            | Autochtone                              | Aire de répartition du Mésoplodon de Longman      | [ 51 ]              | Mésoplodon de Longman    |
| Mésoplodon de Blainville Mesoplodon densirostris (Blainville, 1817)    | Autochtone                              | Aire de répartition du Mésoplodon de Blainville   | [ 53 ]              | Mésoplodon de Blainville |
| Mésoplodon de Nishiwaki Mesoplodon ginkgodens Nishiwaki & Kamiya, 1958 | Peut-être autochtone                    | Aire de répartition du Mésoplodon de Nishiwaki    | [ 54 ]              | Mésoplodon de Nishiwaki  |
| Baleine à bec de Cuvier Ziphius cavirostris G. Cuvier, 1823            | Erratique                               | Aire de répartition de la Baleine à bec de Cuvier | [ 56 ]              | Baleine à bec de Cuvier  |

## Ordre:Artiodactyles

### Famille:Bovidés
| Nom vulgaire, nom binominal et citation d'auteurs | Origine et statut en Nouvelle-Calédonie | Aire de répartition                     | Statut UICN mondial | Image         |
| ------------------------------------------------- | --------------------------------------- | --------------------------------------- | ------------------- | ------------- |
| Taurin Bos taurus Linnaeus, 1758                  | Allochtone (Introduit)                  | Aire de répartition du Taurin           | (NE)                | Taurin        |
| Chèvre égagre Capra hircus Linnaeus, 1758         | Allochtone (Introduit)                  | Aire de répartition de la Chèvre égagre | [ 57 ]              | Chèvre égagre |

### Famille:Cervidés
| Nom vulgaire, nom binominal et citation d'auteurs | Origine et statut en Nouvelle-Calédonie | Aire de répartition                 | Statut UICN mondial | Image        |
| ------------------------------------------------- | --------------------------------------- | ----------------------------------- | ------------------- | ------------ |
| Cerf de Java Rusa timorensis (Blainville, 1822)   | Allochtone (Introduit)                  | Aire de répartition du Cerf de Java | [ 58 ]              | Cerf de Java |

### Famille:Suidés
| Nom vulgaire, nom binominal et citation d'auteurs | Origine et statut en Nouvelle-Calédonie | Aire de répartition                       | Statut UICN mondial | Image              |
| ------------------------------------------------- | --------------------------------------- | ----------------------------------------- | ------------------- | ------------------ |
| Sanglier d'Eurasie Sus scrofa Linnaeus, 1758      | Allochtone (Introduit)                  | Aire de répartition du Sanglier d'Eurasie | [ 59 ]              | Sanglier d'Eurasie |

## Ordre:Carnivores

### Famille:Canidés
| Nom vulgaire, nom binominal et citation d'auteurs | Origine et statut en Nouvelle-Calédonie | Aire de répartition              | Statut UICN mondial | Image     |
| ------------------------------------------------- | --------------------------------------- | -------------------------------- | ------------------- | --------- |
| Loup gris Canis lupus Linnaeus, 1758              | Allochtone (Introduit)                  | Aire de répartition du Loup gris | [ 60 ]              | Loup gris |

### Famille:Otariidés
| Nom vulgaire, nom binominal et citation d'auteurs                           | Origine et statut en Nouvelle-Calédonie | Aire de répartition                                            | Statut UICN mondial | Image                                 |
| --------------------------------------------------------------------------- | --------------------------------------- | -------------------------------------------------------------- | ------------------- | ------------------------------------- |
| Otarie à fourrure de Nouvelle-Zélande Arctocephalus forsteri (Lesson, 1828) | Erratique                               | Aire de répartition de l'Otarie à fourrure de Nouvelle-Zélande | [ 61 ]              | Otarie à fourrure de Nouvelle-Zélande |

### Famille:Félidés
| Nom vulgaire, nom binominal et citation d'auteurs | Origine et statut en Nouvelle-Calédonie | Aire de répartition                 | Statut UICN mondial | Image        |
| ------------------------------------------------- | --------------------------------------- | ----------------------------------- | ------------------- | ------------ |
| Chat sauvage Felis silvestris Schreber, 1777      | Allochtone (Introduit)                  | Aire de répartition du Chat sauvage | [ 62 ]              | Chat sauvage |